# Густав Фишер
Густав Адолф Фишер (на немски: Gustav Adolf Fischer) е германски военен лекар, изследовател на Африка.

## Биография

### Младежки години (1848 – 1882)
Роден е на 3 март 1848 година в Бармен, Кралство Прусия. Първото си запознаване с Африка извършва през 1876 година като участва като лекар в експедицията на братята Клеманс и Густав Денхард на територията на днешна Кения и до 1878 година изследват басейна на река Тана.
След приключване на пътешествието си в Кения до октомври 1882 г. Фишер живее и практикува медицина на остров Занзибар.

### Експедиции (1882 – 1886)
През 1882 година Хамбургското географско дружество организира и спонсорира експедиция в Източна Африка, като за неин ръководител е назначен Фишер. През декември 1882 година се изкачва по река Пангани (в Североизточна Танзания) до изворите ѝ, преминава между масивите Килиманджаро и Меру и навлиза в Източноафриканския гребен, където открива соленото езеро Натрон (2°30′ ю. ш. 36°00′ и. д. / 2.5° ю. ш. 36° и. д.) и на север от него – пресноводното езеро Найваша (0°45′ ю. ш. 36°20′ и. д. / 0.75° ю. ш. 36.333333° и. д.). Опитът му да се придвижи на север се проваля и от Найваша тръгва обратно на юг, заобикаля от запад езерото Натрон и на юг от него открива вулкана Ол-Дойньо-Ленгай (2878 м). Южно от вулкана, на 5 юли 1883 година на 2°59′37″ ю. ш. 35°58′30″ и. д. / 2.993611° ю. ш. 35.975° и. д., Фишер открива руините Енгарука, които по-късно, през 1896 – 1897 и 1913 година се изследват и от други германски археолози и се доказва, че това са руини от селище съществувало от XV век. След това заобикаля от юг масива Меру и през август 1883 година се завръща в устието на Пангани, а през ноември е вече в Германия, където през 1885 година излиза от печат книгата му „Das massailand“, Hamburg, 1885 (в превод „Страната на масаите“), в която описва своето едногодишно пътешествие в земите на масаите.
През 1885 година Фишер отново се връща в Източна Африка, този път обаче, със задачата да открие и окаже помощ на руската експедиция на Василий Юнкер, от когото от дълго време няма известия. През август 1885 година отново от устието на Пангани се отправя на запад в своето трето пътешествие в Източна Африка. Пресича южната част на степта Масаи и прониква в басейна на река Вембере, като изяснява, че реката не се влива в езерото Виктория, а завършва в малко безотточно езеро. Оттам продължава на север-северозапад, достига до югоизточната част на езерото Виктория и продължава на север покрай източния бряг на езерото. Поради това, че му отказано преминаването директно на северозапад през страната Буганда от нейния нов крал Мванга, Фишер завива на североизток към езерата Баринго и Найваша, където отново е спрян от местните племена и през юли 1886 година се завръща на брега на Индийския океан.
По време на това си пътешествие Фишер се заразява от тропическа треска и скоро след завръщането си в Германия умира в Берлин на 11 ноември 1886 година на 38-годишна възраст.